# Maria João Bastos

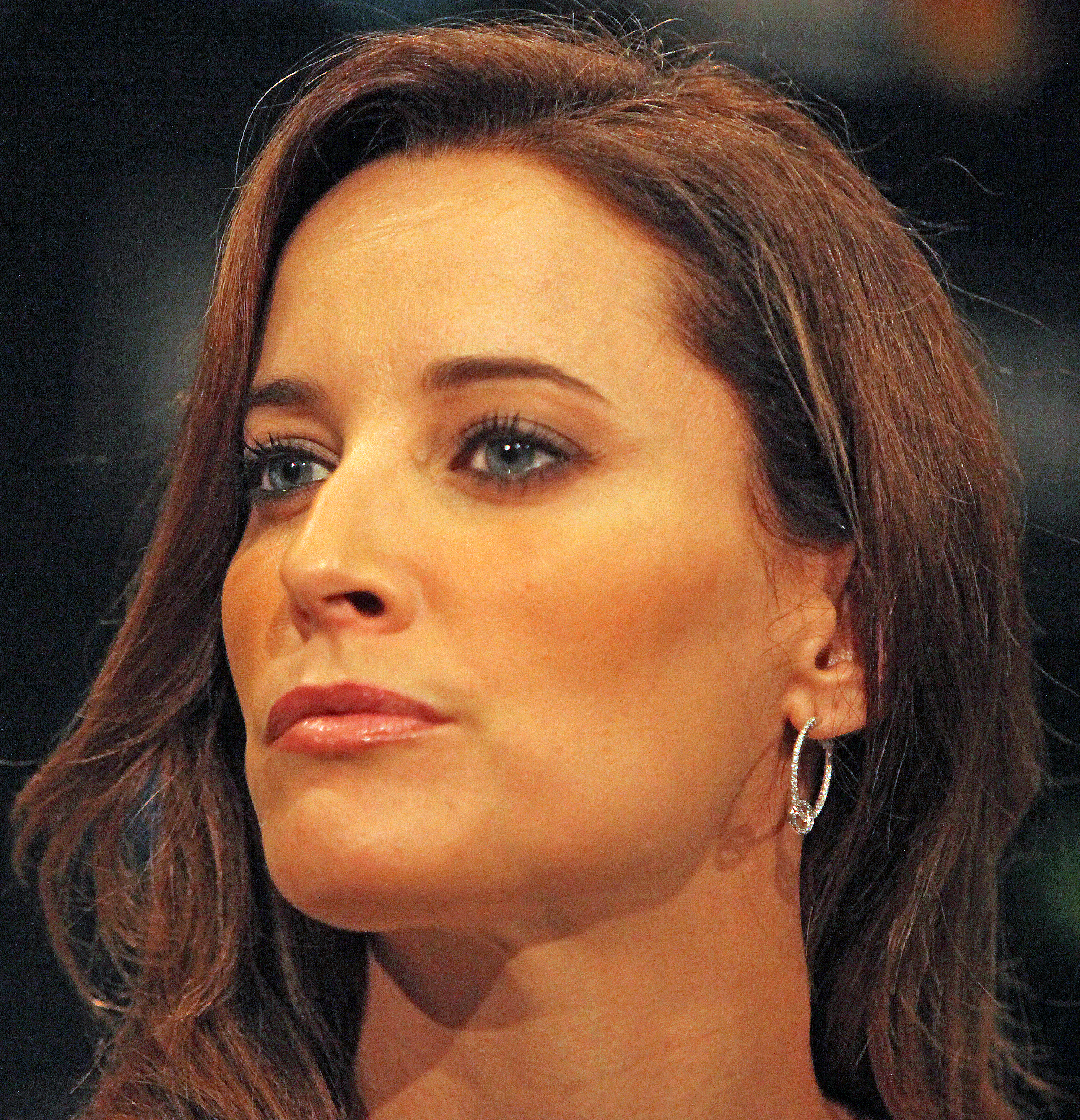
Maria João Bastos beim Internationalen Filmfestival San Sebastián im September 2014

Maria João David da Silva Bastos (* 18. Juni 1975 in Benavente) ist eine portugiesische Schauspielerin.

## Leben
Geboren am 18. Juni 1975 in Benavente, im Distrikt Santarém, spielte sie als Jugendliche Amateurtheater in ihrem Heimatort. 1994 ging sie nach Lissabon, wo sie an der Universidade Independente Kommunikationswissenschaften studierte. Während ihres Studiums arbeitete sie als Model. Nach Abschluss des Studiums 1999 wandte sie sich der Laufbahn als Schauspielerin zu. Ihr Aussehen brachte ihr erste Fernsehrollen ein, in den Fernsehserien Todo o Tempo do Mundo (dt.: Alle Zeit der Welt) und Querido Professor (dt.: Geliebter Lehrer). 2000 absolvierte sie einige Monate lang Kurse am Lee Strasberg Theatre and Film Institute in New York, bevor sie 2001 erneut Rollen in Fernsehserien und Telenovelas spielte, auch in Brasilien, wo sie mit der Telenovela O Clone (dt.: Der Klon) 2001 einige Bekanntheit erlangte. Zu dem Zeitpunkt nahm sie auch erste Rollen in portugiesischen Spielfilmen an, sowohl in Fernseh- als auch Kinoproduktionen.
Nachdem sie u. a. die Gala der Globos-de-Ouro-Verleihung 2003 für die SIC moderierte, unterschrieb sie 2007 einen Vertrag als Exklusiv-Schauspielerin für die Telenovelas der TVI. Daneben spielte sie weiter in Produktionen des Portugiesischen Films, etwa 2012 im letzten Film des Novo-Cinema-Mitbegründers Fernando Lopes.
Für ihre Rolle in Raúl Ruiz’ Kinofilm und TV-Mehrteiler Mistérios de Lisboa (dt.: Die Geheimnisse von Lissabon) wurde sie 2011 mit einem Globo de Ouro ausgezeichnet.
Weitere Bekanntheit in Portugal erlangte sie 2013 durch ihre Rolle als Liliane Marise in der Novela Destinos Cruzados.

## Filmografie

### Film
- 2000: Alta Fidelidade; R: Tiago Guedes, Frederico Serra
- 2001: Cavaleiros de Água Doce (TV); R: Tiago Guedes
- 2004: O Elevador (Kurzfilm); R: Patrícia Sequeira
- 2005: Segredo (TV-Mehrteiler); R: Paulo Nascimento, Patrícia Sequeira
- 2006: O Veneno da Madrugada; R: Ruy Guerra
- 2009: O Último Condenado à Morte; R: Fernando Manso
- 2010: O Inimigo Sem Rosto; R: José Farinha
- 2010: Die Geheimnisse von Lissabon (Mistérios de Lisboa); R: Raúl Ruiz
- 2010: Shoot Me (Kurzfilm); R: André Badalo
- 2011: Catarina e Os Outros (Kurzfilm); R: André Badalo
- 2011: Je m'appelle Bernadette; R: Jean Sagols
- 2012: Intriga Fatal (TV); R: António Borges Correia
- 2012: A Moral Conjugal; R: Artur Serra Araújo
- 2012: Em Câmara Lenta; R: Fernando Lopes
- 2012: Lines of Wellington – Sturm über Portugal; R: Valeria Sarmiento
- 2013: Bairro; R: Jorge Cardoso und 3 weitere
- 2014: Casanova Variations; R: Michael Sturminger
- 2019: Final Act (Kurzfilm); R: Maria Hespanhol
- 2022: Concerto Liliane Marise (TV); R: Ana Rita Clara
- 2023: Sombras Brancas; R: Fernando Vendrell

### Fernsehserien
- 1992/1993: Cinzas (130 Folgen)
- 1998: Médico de Família (1 Folge)
- 1999/2000: Todo o Tempo do Mundo (130 Folgen)
- 2000/2001: Querido Professor (23 Folgen)
- 2001: Segredo de Justiça (1 Folge)
- 2001: O Clone (1 Folge)
- 2001: Ganância (150 Folgen)
- 2001–2003: A Minha Familia é Uma Animação (1 Folge)
- 2001: Sítio do Pica-Pau Amarelo (21 Folgen)
- 2002/2003: Sabor da Paixão
- 2004/2005: Só Gosto de Ti (26 Folgen)
- 2005: Inspector Max (1 Folge)
- 2005/2006: Mundo Meu (205 Folgen)
- 2006/2007: Tempo de Viver (213 Folgen)
- 2008: Casos da Vida (2 Folgen)
- 2008/2009: Equador (26 Folgen)
- 2009: Flor do Mar (135 Folgen)
- 2011: Die Geheimnisse von Lissabon (Mistérios de Lisboa, 5 Folgen)
- 2010/2011: Sedução (289 Folgen)
- 2012: As Linhas de Torres Vedras (1 Folge)
- 2012: O Bairro (14 Folgen)
- 2013/2014: Destinos Cruzados (285 Folgen)
- 2015/2016. Coração d'Ouro (326 Folgen)
- 2017: Novo Mundo (20 Folgen)
- 2017–2018: País Irmão (18 Folgen)
- 2018–2022: Três Mulheres (23 Folgen)
- 2019: O Mecanismo (4 Folgen)
- 2019–2020: Na Corda Bamba (187 Folgen)
- 2020: A Espia (8 Folgen)
- 2020–2021: Crónica dos Bons Malandros (8 Folgen)
- 2021: Amor Amor (129 Folgen)
- 2022: A Raínha e a Bastarda (8 Folgen)
- 2022: Da Mooda (8 Folgen)
- 2023: Motel Valkirias (8 Folgen)
- 2023: Rabo de Peixe (7 Folgen)
- seit 2023: Flor Sem Tempo
- 2024: Matilha